# Chaetocnema rufofemorata
Chaetocnema rufofemorata es un coleóptero de la familia Chrysomelidae. Fue descrita científicamente en 1915 por Pic.